# Jali (decorazione)

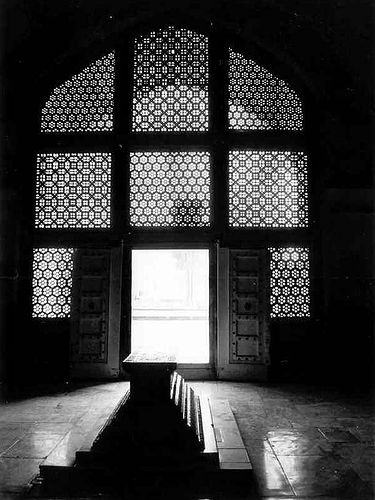
La Tomba di Akbar ad Agra, India

Jali o jaali, (Hindi:जाली jālī, significa "griglia") è il termine per indicare una pietra perforata o una grata, di solito con un motivo ornamentale realizzato attraverso l'uso della calligrafia e della geometria. Questa forma di decorazione architettonica si trova nell'architettura indiana, nell'Architettura indo-islamica e nell'Architettura islamica.
Inizialmente lo jali veniva creato da un intaglio in pietra, generalmente a motivi geometrici, mentre più tardi i Moghul usavano intagli a disegni molto fini a base vegetale, come al Taj Mahal. Ad essi inoltre veniva spesso aggiunta della pietra dura di intarsio tutt'intorno, utilizzando marmi e pietre dure.
Lo jali aiuta ad abbassare la temperatura comprimendo l'aria attraverso i fori. Anche quando l'aria passa attraverso queste aperture, la sua velocità aumenta dando una profonda diffusione. È stato osservato che le aree umide come Kerala e Konkan hanno fori più grandi con opacità complessiva inferiore rispetto alle regioni a clima secco del Gujarat e del Rajasthan.
Con la compattezza delle zone residenziali dell'India moderna, lo Jali è diventato meno frequente per questioni di riservatezza e di sicurezza.

## Galleria d'immagini

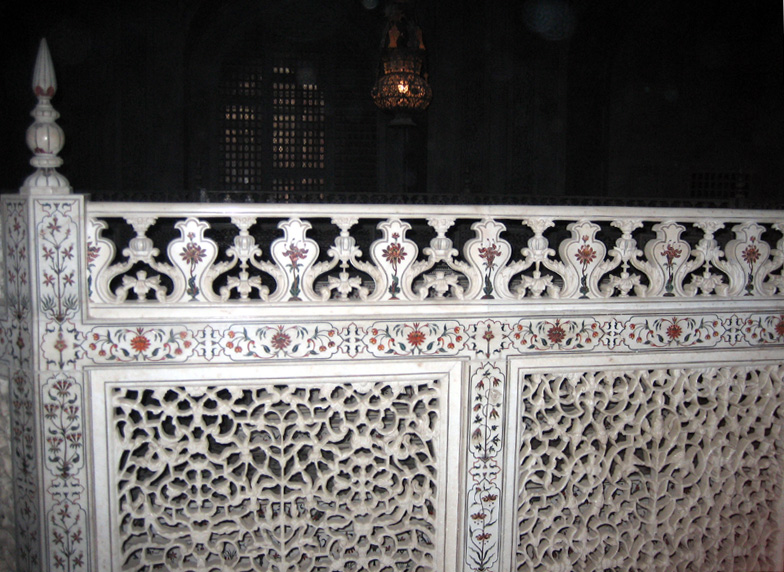
Dettagli di marmo con Jali attorno ai cenotafi reali, Taj Mahal
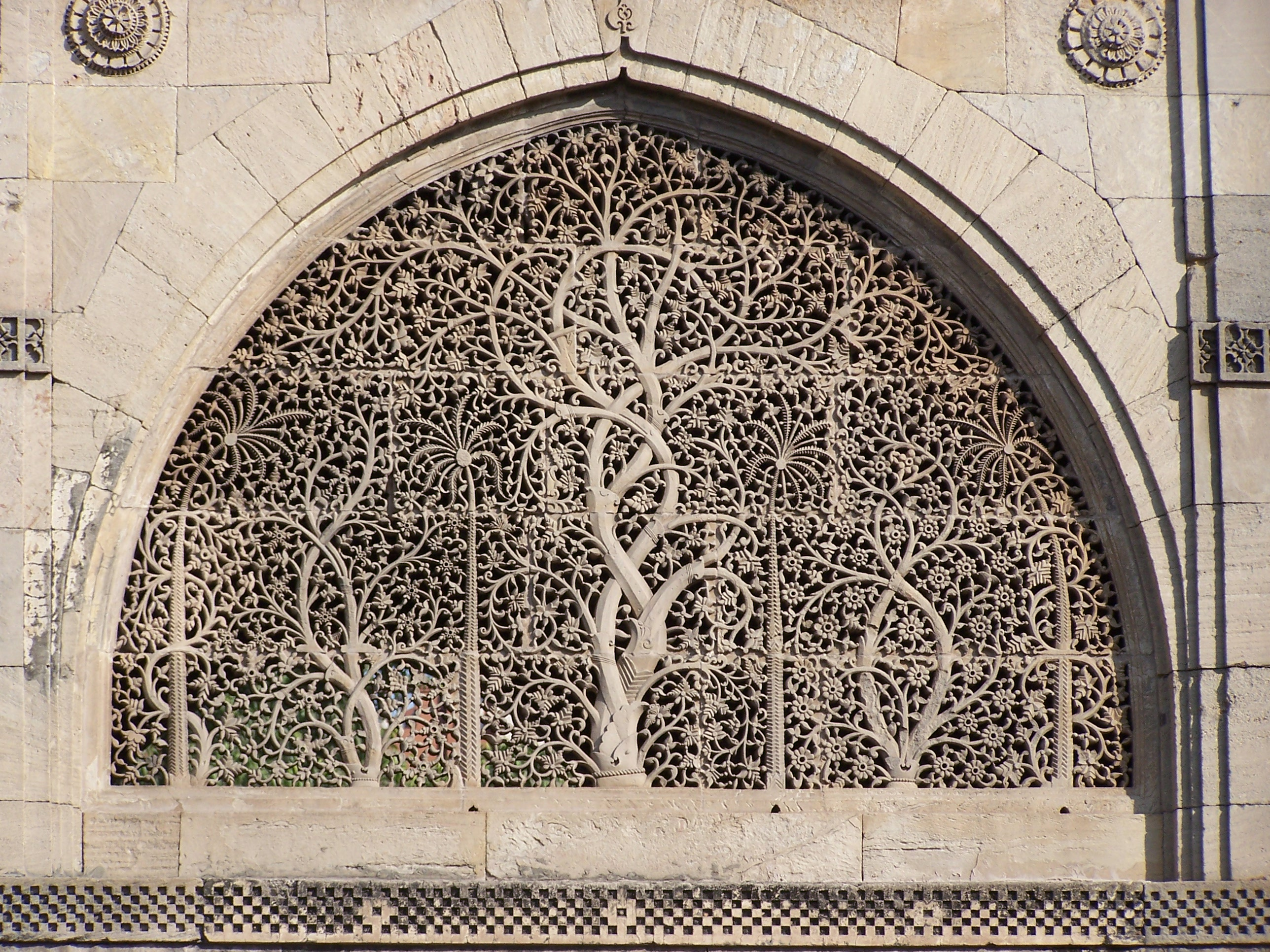
Jali nella moschea Sidi Saiyyed di Ahmedabad
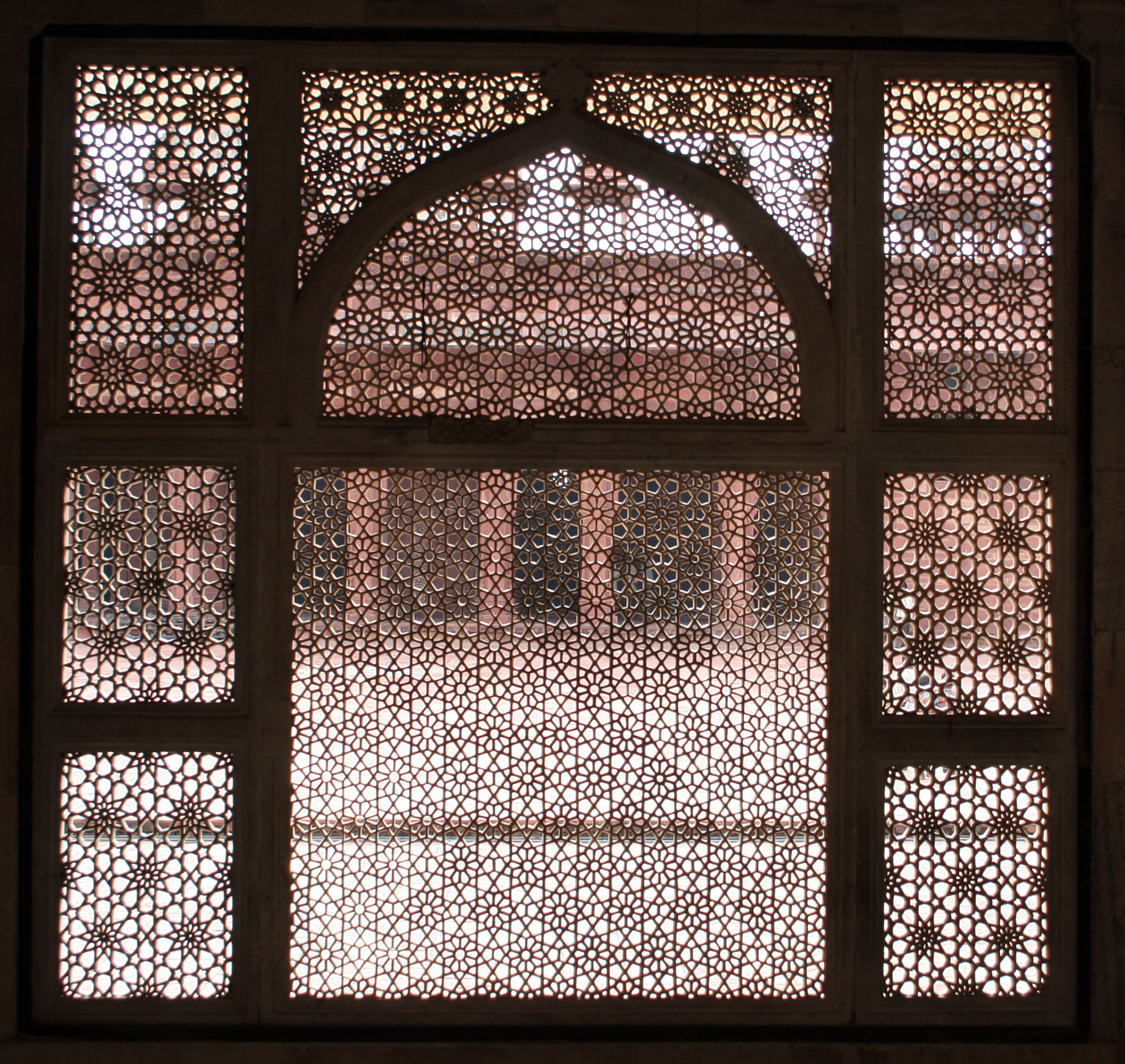
Jali nella Tomba di Salim Chishti, Fatehpur Sikri
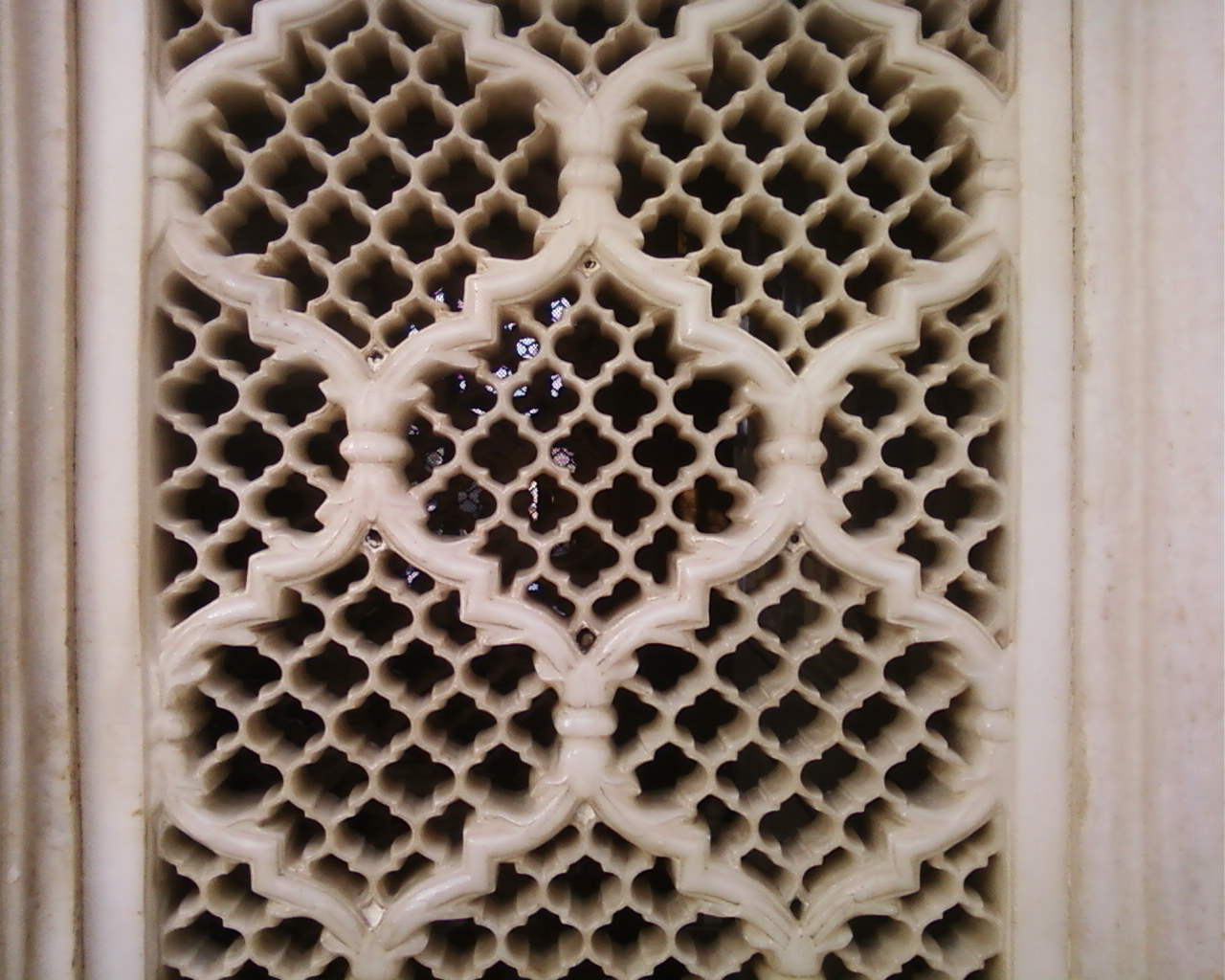
Jali nel Bibi Ka Maqbara, Aurangabad